# Mackenzie Lintz
Mackenzie Lintz (Stati Uniti, 22 novembre 1996) è un'attrice statunitense.

## Biografia
Figlia d'arte dell'attrice Kelly Lintz, ha due fratelli minori, Matthew e Macsen, e una sorella, Madison, anche loro attori. Da sempre grande fan della squadra degli Auburn dell'Alabama, è attualmente iscritta come matricola all'Università di Auburn, ed è anche membro della confraternita femminile Alpha Delta Pi.
Ottiene il suo primo ruolo nel 2011 nella serie Drop Dead Diva. Alla fine del 2011, interpreta una ragazza tributo del Distretto 8 nel film Hunger Games. Nel maggio del 2013, ottiene il ruolo di Norrie Calvert-Hill nella serie televisiva Under the Dome, ruolo che ricoprirà fino alla fine della serie nel 2015 . Nel 2018 ottiene il ruolo di Taylor nel film Tuo,Simon.

## Filmografia
- Drop Dead Diva - serie TV, (2011) - Pamela Bovitz - 2 Ep
- Hunger Games, regia di Gary Ross, (2012) - Sarah
- Under the Dome - serie TV, (2013-2015) - Eleonor "Norrie" Calvert-Hill - 39 Ep
- Tuo, Simon (Love, Simon), regia di Greg Berlanti (2018) - Taylor

## Doppiatrici italiane
Nelle versioni in italiano dei suoi film, è stata doppiata da: 
- Giulia Segreti in Tuo, Simon